# Ángulos suplementarios

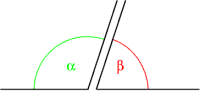
Ángulos suplementarios.

Dos ángulos son ángulos suplementarios por defecto  o, simplemente, ángulos suplementarios, si suman {\displaystyle 180^{\circ }}.
Así, se denomina a un ángulo "suplemento" de otro, si aquel es lo que le falta a este para medir un ángulo plano o llano.

## Método de obtención

### Aritmético
Para obtener el ángulo suplementario {\displaystyle \beta } de un determinado ángulo {\displaystyle \alpha }, se restará {\displaystyle \alpha } a {\displaystyle 180^{\circ }}, de manera que:
{\displaystyle \beta =180^{\circ }-\alpha }

## Propiedades
- Los ángulos que midan más que {\displaystyle 180^{\circ }} no tienen ángulo suplementario.[cita requerida]

- El valor de {\displaystyle 180^{\circ }} es el mismo que dos ángulos rectos, {\displaystyle \pi } rad, {\displaystyle \tau /2} rad o {\displaystyle 200^{g}} grados centesimales.
- Si dos ángulos son suplementarios de otros dos ángulos congruentes, también son congruentes entre sí.
- Los senos de los ángulos suplementarios son los mismos, por ejemplo:

{\displaystyle \operatorname {sen} \alpha =\operatorname {sen}(180^{\circ }-\alpha )}
{\displaystyle \operatorname {sen} \alpha =\operatorname {sen}(\pi -\alpha )}
{\displaystyle \operatorname {sen} 120^{\circ }=\operatorname {sen} 60^{\circ }}
- Los cosenos de los ángulos suplementarios son de igual valor absoluto, pero de signo inverso, como muestran los siguientes ejemplos:

{\displaystyle \cos \alpha =-\cos(180^{\circ }-\alpha )}
{\displaystyle \cos \alpha =-\cos(\pi -\alpha )}
{\displaystyle \cos 120^{\circ }=-\cos 60^{\circ }}